# La Balmejev poraz
La Balmejev poraz je bil vojaški spopad, ki se je zgodil 6. novembra 1780 med silami francoskih kanadskih naseljencev pod poveljstvom francoskega častnika Augustina de La Balmeja in bojevniki indijanskega plemena Miami, ki so bili zavezniki kraljevine Britanije, pod vodstvom poglavarja Little Turtle (Male Želve) med ameriško revolucionarno vojno. La Balme je vodil naglo rekrutirano silo neregularnih vojakov, da bi napadli britansko trdnjavo Detroit, vendar ga je skupina miamijskih bojevnikov napadla in premagala v zasedi, potem ko je na poti izropala njihovo mesto Kekionga. Z zmago je Little Turtle postal znan na ameriški meji, sloves, ki se je še povečal med severozahodno indijansko vojno.